# Экспедиция в Ромни
Экспедиция в Ромни (англ. The Romney Expedition) — военная экспедиция армии Конфедеративных Штатов Америки на раннем этапе Гражданской войны в США, названная по имени города Ромни, который на тот момент находился на территории штата Вирджиния. Эта экспедиция под руководством Томаса Джексона длилась с 1 по 14 января 1862 года. Джексону удалось занять курортный город Бат, повредить коммуникации противника и занять оставленный федеральной армией город Ромни. После этого он оставил в Ромни три бригады, а четвёртую вернул в Уинчестер. Опасаясь за судьбу бригад в Ромни, военный секретарь Джуда Бенджамин приказал им также вернуться в Уинчестер, что породило конфликт между Джексоном, военным секретарём и генералом Лорингом, который едва не привел к отставке Джексона. Современники и историки расходятся в оценках действий Джексона и итогов самой кампании.

## Предыстория
7 октября 1861 года Томас Джексон получил звание генерал-майора и 22 октября был назначен командиром дистрикта долины Шенандоа (Valley District) со штабом в Уинчестере. В его распоряжении оказались три бригады вирджинского ополчения (Карсона, Мима и Боггса) общей численностью 1461 пехотинец и 225 кавалеристов. Уже 5 ноября Джексон попросил военный департамент передать ему в усиление всё, что возможно, имея в виду в первую очередь свою прежнюю бригаду (которая и прибыла в его распоряжение 11 ноября). 24 ноября генерал Лоринг получил приказ присоединиться к Джексону со своими тремя бригадами и уже 1 декабря с бригадой Тальяферро прибыл в Стантон, а 8 декабря — в Уинчестер.
В ожидании Лоринга Джексон предпринял набег на канал Чесапик — Огайо. 7 декабря его отряд предпринял попытку разрушить дамбу № 5. Повредить дамбу не получилось, и тогда 16 декабря Джексон повторил набег силами всей своей бригады. Эта операция также не привела к успеху, и 21 декабря он вернулся в Уинчестер.
25 декабря в Уинчестер пришла бригада Самуэля Андерсона, а 26 декабря — бригада Уильяма Джилхама, последняя бригада дивизии Лоринга. Джексон надеялся на прибытие и четвёртой бригады (Эдварда Джонсона), но оказалось, что военный секретарь разрешил ей остаться в Монтерее. В результате в распоряжении Джексона оказалось 7500 человек добровольцев, 2234 ополченца и 664 кавалериста. Джексон разрешил Лорингу сохранить за своей дивизией название «Армия Северо-Запада» и оставил его во главе этого подразделения. Однако и этих сил было недостаточно для обороны долины Шенандоа, поэтому Джексон предложил генералу Джонстону план наступательных операций: он считал, что необходимо как можно скорее напасть на противника, пока тот не получил подкреплений и не объединил свои силы. Джонстон утвердил это решение, предполагая, что Джексон собирается атаковать Ромни.
Джексон задумал атаковать Ромни ещё в ноябре, о чём и сообщил военному секретарю 20 ноября. Он предполагал, что его наступление создаст иллюзию ослабления армии Джонстона у Сентервилла и спровоцирует наступление Макклеллана в этом районе. В этом случае Джексон быстро отправится на помощь Джонстону, они совместно разобьют Макклеллана, после чего можно будет вернуться назад и добить отряд Бенджамина Келли в Ромни. Даже просто заняв данный город, Джексон мог сорвать планы концентрации федеральной армии. Одновременно он мог получить доступ к продовольственным ресурсам окрестностей Ромни, а с политической точки зрения его появление могло помешать генералу Келли привести население города к присяге правительству США.
«Я думаю, что очень важно занять Северо-Западную Вирджинию войсками Конфедерации этой зимой, — писал Джексон, — вероятно, что сейчас противник не ожидает нашей атаки, а ресурсы этого региона, необходимые для снабжения наших войск, весьма многочисленны в любое время года. Если отложить оккупацию до весны, то противник подготовится к сопротивлению и упомянутые мной ресурсы значительно истощатся. Я знаю, что предлагаю рискованное предприятие, которое невозможно осуществить без ущерба для личного комфорта; но я думаю, что военные пойдут на эту жертву, вдохновлённые перспективами, которые обещает это дело».
Город Ромни был потерян южанами в октябре 1861 года. 22 октября к городу, который удерживали 6 рот вирджинской кавалерии, кавалерийская батарея и небольшой отряд ополчения, подошли три федеральных полка под командованием Бенджамина Келли. Вирджинские ополченцы сразу бросили укрепления и ушли. Северянам достались все обозы, артиллерия и все склады в Ромни. Келли был уверен, что сможет без боя занять всю долину Саут-Брэнч-Велли, но нуждался в усилении для её последующей обороны. Генерал Уильям Роузкранс согласился увеличить его отряд до размера дивизии (5000 человек), надеясь использовать эти силы для наступления на Уинчестер в начале зимы. Кроме отряда Келли, у Роузкранса имелось ещё 22 тысячи человек, разбросанных вдоль железной дороги, а на участке от Уильямспорта до Харперс-Ферри стояли войска Натаниэля Бэнкса, около 16 тысяч человек. Розкранс и Бэнкс полагали, что у Джексона в Уинчестере не более 7000 человек, а ближайшее усиление — небольшая бригада Дэниеля Хилла в Лисберге.
Планы Роузкранса и Бэнкса не встретили поддержки у командования армии (Джорджа Макклеллана), но в это время в Вашингтоне собирался Комитет по расследованию хода войны, на котором 10 декабря давал показания генерал Фредерик Лендер. Он утверждал, что наступлением со стороны Ромни или со стороны Бэнкса можно легко выбить Джексона из долины Шенандоа. В результате 27 декабря он получил приказ прибыть в Ромни и принять командование над размещёнными там войсками.

## Экспедиция
1 января в 3 часа ночи в подчинённых Джексону войсках был объявлен подъём, в 6:00 начала марш Бригада каменной стены, а вслед за ней стали выдвигаться бригады Андерсона, Джилхама и Тальяферро. Проблемы возникли только у ополченцев генерала Мима, которые должны были выдвигаться в 6 утра, но опоздали почти на 4 часа. Рокбриджская артиллерия была готова выдвигаться в 8:00, но задержалась на два часа, потому что капитан Маклафлин вовремя не получил маршевых приказов. Обоз в 160 повозок начал выдвигаться только в 16:00. За утро колонна прошла 5 миль на северо-запад от Уинчестера, и участники марша были уверены, что идут на Ромни, но в 14:00 был получен приказ свернуть на боковую дорогу, которая вела в Бат. Между тем днём начало холодать, и к закату температура упала до нуля. Ночью некоторые полки нашли свои обозы; 21-й Вирджинский пехотный полк дождался их только к полуночи, а 2-й Вирджинский полк вообще не дождался обозов и ночевал без еды и одеял.
2 января побудка была объявлена в 5:00, и уже через час первые подразделения начали марш. Было всё так же холодно, даже выпал небольшой снег. Участники вспоминали, что лишь несколько рот могли нормально пройти по дороге, после чего она становилась такой скользкой, что по ней было невозможно идти. Несколько фургонов опрокинулись, что в итоге задержало весь обоз. К ночи армия пришла в местечко Ангерс-Стор и встала там лагерем. Джексон разместился в заброшенной хижине, а вечером написал Джонстону письмо, где сообщил, что теперь может воспрепятствовать соединению армий Роузкранса и Бэнкса и для этого собирается атаковать город Бат.

### Наступление на Бат
Город Бат находился на восточном склоне хребта, известного под названием Уорм-Спрингс-Маунтин. Джексон решил отправить вирджинское ополчение на западную сторону хребта, а силами отряда Лоринга атаковать Бат с юга, чтобы отбросить федеральный отряд или на север (к Потомаку), или на запад (навстречу ополчению). Бригаду каменной стены он решил держать в резерве. Наступление было назначено на 3 января. Этот план был прост, но не учитывал многого: Джексон не принял во внимание низкий уровень подготовки ополчения и его неспособность к самостоятельным операциям. Он также не подумал, что заставляет людей сражаться замёрзшими и голодными. Чтобы дать время ополчению выйти на позицию, Джексон продержал дивизию Лоринга на дороге несколько часов, при этом из соображений секретности не объяснил главе дивизии причин, а последний приписал задержку неграмотному управлению армией и открыто выражал своё недовольство происходящим.
Одновременно произошёл и первый конфликт Джексона с генералом Ричардом Гарнеттом. Тот видел, что Бригада каменной стены ничего не ела уже два дня, поэтому распорядился накормить людей, как только подошли обозы. Джексон заявил Гарнетту, что на еду нет времени, а тот возразил, что без еды бригаде невозможно продолжать марш. «При мне для этой бригады не было ничего невозможного», — ответил Джексон и приказал вернуть бригаду в боевое состояние.
В это время в Бате стояли два орудия 4-го артиллерийского полка (лейтенанта Мюлленберга) и три роты 39-го Иллинойсского пехотного полка под командованием майора Манна. Остальные роты полка были разбросаны между станциями Альпин и Сир-Джонс-Ран. Между Камберлендом и Хэнкоком были разбросаны роты 13-го Массачусетского полка, а в Хэнкок только что прибыл 84-й Пенсильванский пехотный полк. Остальные возможные подкрепления находились на расстоянии 50-ти миль — в Ромни или во Фредерике. Майор Манн узнал о приближении противника ещё утром 2 мая. В 15:00 он взял 60 человек роты Линтона и отправился на рекогносцировку. Около 17:00 его отряд встретил и отбросил отряд в 8 кавалеристов, а затем встретился с 21-м Вирджинским полком. Генерал Джилхам выслал вперёд роту F, которая вступила в перестрелку с отрядом Манна, при этом был убит рядовой Уильям Эксалл, который стал первым южанином, погибшим в ходе кампании. С наступлением темноты северяне отступили, потеряв 8 человек, которые попали в плен.
Джексон приказал 21-му полку немедленно атаковать Бат, но Лоринг отказался посылать людей в ночь под снегом в неизвестность. Он всё ещё не знал планов Джексона (хотя и был вторым после него по старшинству) и не понимал его замыслов. Между Джексоном и Лорингом произошла перепалка; Джексон настаивал на атаке, но в это время от пленных была получена информация (как оказалось впоследствии, ложная) о том, что к Бату приближается армия Бэнкса, и он согласился отложить наступление.
Джексон не знал, что вирджинское ополчение, посланное отрезать федералам пути отступления, также не выполнило его поручения. В двух милях от Бата передовой полк Мима наткнулся на небольшой (10 человек) отряд федералов и вступил с ними в перестрелку, после чего Мим решил, что сделано достаточно, и отвёл полк на ночёвку.
Между тем в Бат подходили подкрепления. Около полуночи пришёл 84-й Пенсильванский полк полковника Уильяма Мюррея. Этот полк всего несколько дней назад покинул учебный лагерь и лишь в это утро получил оружие — бельгийские мушкеты плохого качества. Теперь в Бате имелось почти 1500 человек (полки Мюррея и Осборна) и была надежда на подход ещё двух полков. Поэтому 3 января в 4:00 Мюррей вывел войска на оборонительную позицию на окраине Бата.
На рассвете полки Лоринга начали наступление, и вскоре 21-й Вирджинский вступил в перестрелку с противником. После трёх часов перестрелки Лоринг отправил 1-й Теннессийский полк в обход фланга северян. Мюррей и Осборн в это время полагали, что на них наступают 15 тысяч человек, и ввиду опасности своему флангу решили отступить в Сэр-Джонс-Ран. Джексон решил начать преследование по всем трём дорогам, ведущим из Бата. Он послал бригаду Джилхама к Сэр-Джонс-Ран, Гарнетту приказал занять Бат, а с остальными бригадами отправился на север к Хэнкоку. Когда южане вошли в Бат, они сразу разорили дом вирджинцев-юнионистов Стродеров, один из которых, Дэвид Стродер, служил в штабе Бэнкса. Стродерам принадлежал также отель «Беркли-Спрингс», и Джексон разместил в нём бригаду Гарнетта. В отеле было 500 комнат, и участники вспоминали, что бригада свободно в нём разместилась и что ещё остались свободные комнаты.
Полковник Джилхам нагнал федеральные полки у Сэр-Джонс-Ран, но не стал атаковать их. На помощь Мюррею и Осборну в это время пришёл 13-й Индианский полк полковника Фостера, и было принято решение принять бой, но вскоре выяснилось, что полк Фостера пришёл без боеприпасов, потому что рассчитывал получить их в Бате. У полка Мюррея они также заканчивались, поэтому было решено отступать: полк Фостера ушёл в Камберленд, а полки Мюррея и Осборна перешли Потомак и ушли в город Хэнкок на северной стороне реки. При переправе течением унесло рядового по фамилии Парди, который стал единственной потерей полка в этот день. Джексон был сильно раздражён тем, что противнику удалось уйти. Его полки вышли к Потомаку напротив Хэнкока, и Джексон приказал обстрелять город из орудий в качестве возмездия за обстрел федералами вирджинского города Шефердстаун в предыдущем году. Это решение не всем показалось правильным, и всё же в 18:00 орудия открыли огонь.
Утром 5 января Джексон привёл бригаду Гарнетта к берегу Потомака у Хэнкока, а в 9:30 отправил Тёрнера Эшби в Хэнкок с требованием капитуляции. В это время в город прибыл Фредерик Лендер. Он как раз направлялся принять командование в Ромни, но в Хейгерстауне узнал о появлении южан около Хэнкока и решил принять участие в обороне города или даже атаковать их при поддержке армии Бэнкса. Тёрнер передал Лендеру ультиматум Джексона, на что тот ответил: «Пусть стреляет, и будь он проклят», но затем составил письменный ответ по всем правилам. На прощание Лендер сказал: «Генерал Джексон и вы, полковник Эшби, несомненно джентльмены и люди храбрые, но вы ввязались в чертовски скверное дело!»
Британский военный историк Гендерсон предполагал, что ультиматум и обстрел Хэнкока были нужны Джексону только для того, чтобы отвлечь внимание федерального командования и позволить совершить несколько диверсионных вылазок к коммуникациям и складам федеральной армии.
В 14:00 артиллерия Джексона начала бомбардировку, которая длилась до заката. Федералы отвечали огнём двух своих орудий, но перестрелка не дала никакого результата. Пока она шла, Джексон отправил отряд, чтобы повредить дамбу № 5, но и это осуществить не удалось, зато отряд полковника Альберта Раста сумел разрушить железнодорожный мост через Биг-Какапун-Ривер. Ночью начался сильный снегопад, и к утру 6 января бригады Джексона оказались погребены под слоем снега. Между тем Лендер не собирался оставлять Хэнкок, а запрашивал помощи у Бэнкса и был готов сам атаковать Джексона. Бэнкс не решился поддержать эту идею без санкции Макклеллана, полагая, что может повториться неудача при Бэллс-Блафф, но направил в Хэнкок бригаду Альфеуса Уильямса. Утром 7 января Джексон понял, что ничего не сможет достигнуть у Хэнкока, и решил повернуть обратно и продолжить наступление на Ромни. Он поднял своих людей в 4:00, дал им время приготовить завтрак, и в 6:00 армия начала марш на Бат, где остановилась на несколько часов, пропуская вперёд обоз. Здесь у южан начались проблемы: у многих лошадей не было зимних подков, и они не ели уже несколько дней. Лошади падали, ломая ноги, и людям приходилось самим тащить орудия и повозки. К 20:00 артиллерия смогла пройти всего 7 миль от Бата, и капитан Маклафлин приказал разбить лагерь.
Это был трудный день и для пехоты. Рядовой 27-го Вирджинского полка написал домой: «Я полагаю, что этот эксперимент показал генералу, что зимние кампании не имеют смысла, и нас в итоге вернут на зимние квартиры». Марш продолжался в таких же условиях 8 января, после чего Джексон решил делать остановку в Ангерс-Стор, чтобы накормить людей и подковать лошадей. В дороге он получил известие, что федеральный отряд из Ромни (2000 человек полковника Самуэля Даннинга) атаковал вирджинское ополчение (700 человек) в ущелье Блу-Гап. В распоряжении Даннинга были подразделения 14-го Индианского, 1-го Западновирджинского и 4-го, 5-го, 7-го и 8-го Огайских полков, три артиллерийские секции и пять кавалерийских рот. Ему противостояли три вирджинских полка ополчения полковника Сенсендайвера, артиллерийская батарея и рота 7-го Вирджинского кавалерийского полка. По приказу Даннинга 4-й и 5-й Огайские полки перешли реку Норт-Маунтин-Ривер и атаковали ущелье, обходя его слева и справа, а 8-й Огайский полк наступал прямо по дороге на ущелье. Ополченцы, застигнутые врасплох, запаниковали и бросили позицию, оставив два орудия. Федералы захватили ущелье без потерь.
Джексон опасался, что федералы проследуют прямо на незащищённый Уинчестер, но Даннинг вернул людей в Ромни, при этом почти потеряв контроль над своими полками, которые при отступлении сожгли несколько домов и едва ли не весь городок Френчберг. Келли осудил действия Даннинга, но Джексон решил, что это проявление официальной политики федеральной армии.
Ковка лошадей задержала Джексона в Ангерс-Стор почти на неделю. Он использовал это время для кадровых перестановок в своей армии. Ещё 11 декабря правительство Конфедерации гарантировало 2-месячный отпуск тем, кто перезапишется на новые сроки службы, и теперь Джексону пришлось выдать этот отпуск некоторым рядовым и офицерам. Он также выдал отпуск на неопределённый срок полковнику Джилхаму и подполковнику Скотту Шиппу — оба вернулись в Вирджинский военный институт. Также Джексон запросил военный департамент присвоить генеральское звание Сету Бартону и поручить ему Бригаду каменной стены. Он написал, что Ричард Гарнетт не умеет обращаться с бригадой в лагере и на марше, поэтому едва ли сможет грамотно управлять ею в бою. Однако поскольку Джексон не предоставил конкретных примеров неправильного поведения Гарнетта, военный департамент не утвердил его запрос.

### Отступление Лендера из Ромни
Генерал Лендер, получив вместо разрешения атаковать Джексона у Хэнкока приказ вывести войска из Ромни и постараться не попасть в окружение, отправился в Ромни и прибыл туда утром 9 января. Он прибыл без штаба, карт и представления о том, какие войска имеются в его распоряжении. К вечеру ему удалось собрать 7000 человек, чтобы вести их к станции Паттерсон-Крик-Стейшен на дороге Балтимор — Огайо, в 6 милях восточнее Камберленда. Марш оказался исключительно сложным, в плохих погодных условиях, а рядовые, узнав, что поблизости нет войск противника, решили, что Лендер отдал этот приказ, будучи нетрезвым. Приказом об отступлении был недоволен и сам Лендер. После 24 часов марша северяне прибыли к станции и встали лагерем, который некоторые военнослужащие потом вспоминали как самый худший за все четыре года службы. Известие об отступлении федеральной армии удивило Джексона, который решил, что это божественное вмешательство. Он немедленно приказал наступать на Ромни, и 13 января его армия выступила из Ангерс-Стор.

### Наступление на Ромни
Джексон начал марш утром 13 января, отправив Бригаду каменной стены в авангарде. До темноты бригада прошла 9 миль и встала лагерем у Слейнс-Кроссроудс. За ночь выпало два дюйма снега, и потом весь день шёл снег, отчего повозки застревали, а одежда людей покрывалась льдом. Настроение военных быстро портилось, но они ещё больше пали духом, когда прибыли в Ромни. «Это самая грязная дыра из всех, в какие когда-либо попадал человек», — вспоминал потом один из участников. «Среди самых унылых дыр во вселенной Ромни занимает первое место», — писал другой. Размещением войск никто не руководил, поэтому они обустраивались сами. Бригада каменной стены вошла в Ромни первой и заняла лучшие места. Бригады Лоринга пришли последними, и им оставалось занять конюшни либо луга вокруг города.
Джексон был намерен продолжить наступление. Он был раздосадован тем, что не смог захватить склады в Хэнкоке, поэтому решил атаковать Камберленд, где тоже имелись большие склады. Предполагая, что в последнем стоит 11 тысяч человек, он решил, что сможет разбить их, если ему дадут дополнительно пехотную бригаду и кавалерийский полк. Однако усилить Джексона было нечем, поэтому 17 января он поменял планы, вместо прямой атаки Камберленда выбрав нападение на железнодорожный мост около Нью-Крик-Стейшен, в 17 милях на запад от Ромни. По этому мосту федеральная армия получала припасы с Запада, и его разрушение помешало бы северянам эффективно наступать в долине Шенандоа. Утром 18 января были изданы маршевые приказы, но начать марш не удалось. Отпуска и болезни сократили армию Джексона на треть, а оставшиеся в строю стремительно теряли доверие к командующему. Росло дезертирство. Осознав, что армия совершенно не готова к наступлению, Джексон отменил приказ, и армия стала готовиться к зимовке.
Джексон в целом был удовлетворён результатами экспедиции. 20 января он написал военному секретарю, что ему удалось освободить от противника округ Морган и почти весь округ Хэмпшир. Теперь он решил взять Бригаду каменной стены и вернуться в Уинчестер, чтобы следить за Бэнксом, а в Ромни оставить дивизию Лоринга. Для обеспечения безопасности Лоринга он расставил вокруг Ромни пикеты из бригады Боггса — это были ополченцы, набранные в основном этих краях. Бригада Карсона осталась в Бате, а бригада Мима — в Мартинсберге. Кавалеристам Эшби было приказано патрулировать берег реки Потомак. Однако эти предосторожности, по словам историка Питера Коззенса, не учитывали того факта, что сам Ромни был совершенно непригоден к обороне. Сет Бартон, главный инженер армии Джексона, составил подробный рапорт относительно положения Ромни: по его расчётам, для обороны города надо держать армию не только в самом Ромни, но и на хребте к западу от него и на высотах к востоку, а всего для полноценной обороны требовалось 20 тысяч человек. К такому же выводу пришли и федеральные военные, когда стояли в Ромни, а Лендер заметил, что существует множество дорог, по которым противник может маневрировать вокруг города.
23 января в 8:00 Бригада каменной стены покинула Ромни (без всякого сожаления, по воспоминаниям участников) и 24 января пришла в Уинчестер.

## Последствия
Датой завершения кампании иногда считается 14 января, когда Джексон вошёл в Ромни, а иногда 24 января, когда он вернулся в Уинчестер. Историк Хелен Тримпи называет днём завершения экспедиции 21 января.

### Отступление Лоринга
Джордж Гендерсон писал, что армия Джексона, и особенно дивизия Лоринга, была не более чем отрядом вооружённых гражданских, не привычных к маршам и полевой жизни. Другой генерал сумел бы поднять их боевой дух: «Наполеон… указал бы на славу, которую они завоют. Нельсон затронул бы струны их патриотизма. Скобелев приватными разговорами показал бы личную заинтересованность каждого в успехе дела, Суворов завоевал бы сердца солдат эксцентричными речами. …Несколько слов одобрения, внимания к их благородным порывам или немного симпатии могли бы творить чудеса. Но если у Джексона и была какая-то притягательность, то она не выражалась в словах».
По этой причине и сам Лоринг, и его дивизия открыто возмущались распоряжениями Джексона, которые казались им бессмысленными и почти безумными. Полковник Самуэль Фалкерсон, командир 37-го Вирджинского полка, первым решился изложить своё мнение на бумаге. Фалкерсон был ветераном Мексиканской войны, участником боёв в Западной Вирджинии и человеком, ко мнению которого прислушивались. 23 января, как только Джексон покинул Ромни, Фалкерсон обратился к конгрессменам Уолтеру Степлсу и Уолтеру Престону с просьбой использовать своё влияние, чтобы спасти дивизию Лоринга. Он писал, что дивизия сильно пострадала за время кампании, а в Ромни у неё нет шансов восстановить свои силы. К началу летней кампании нужна армия, а дивизия так деморализована, что весной никто не перезапишется на новый срок. Если вывести дивизию в Уинчестер, то она сможет восстановить силы, и тогда рядовые перезапишутся на новые сроки службы и будут готовы к новым боям. Полк Фалкерсона числился в бригаде генерала Тальяферро, который приписал свой комментарий, полностью подтверждая слова Фалкерсона. «Ради всего святого, добейтесь вывода армии, иначе в ней никого не останется к началу весенней кампании», — писал он.
25 января Тальяферро написал письмо Лорингу, где изложил суть аргументов Фалкерсона и попросил обратиться в военный департамент с просьбой вывести дивизию в более подходящее место. Это письмо подписали Фалкерсон и шесть других полковников, а также полковник Джессе Бёркс, который теперь командовал 3-й бригадой Лоринга вместо Джилхама. Отказались её подписать генерал Самуэль Андерсон и командиры его теннессийских полков. Лоринг подписал петицию, передал копию Джексону, согласно правилам, и отправил её в военный департамент. Однако он также пошёл на нарушение субординации и поручил генералу Тальяферро, который отбывал в Ричмонд в увольнение, передать копию лично президенту Дэвису. Тальяферро встретил прохладный приём у конгрессменов, но президент Дэвис уделил ему больше внимания. Президент уже знал о ситуации в Ромни: несколько дней назад полковник Альберт Раст запросил перевода, не желая иметь ничего общего с Джексоном. Возможно, идею вывода дивизии Лоринга поддерживал и генерал Джонстон. Дэвис пошёл на нарушение армейских правил и принял петицию Тальяферро, а также попросил его описать ситуацию в Ромни. Выслушав Тальяферро, он признал, что Джексон совершил ошибку, и обещал вернуть дивизию в Уинчестер. Это распоряжение он передал военному секретарю Джуде Бенджамину, который 30 января отправил Джексону телеграмму: «По поступившим сведениям противник намеревается отрезать Лоринга. Прикажите ему вернуться в Уинчестер незамедлительно».

### Инцидент Джексона-Лоринга
Телеграмма военного секретаря породила глобальный конфликт между Джексоном, Лорингом и Бенджамином. Военный секретарь вмешался в управление армией Джексона напрямую, в обход Джонстона (которому Джексон подчинялся) и без обсуждения вопроса с самим Джексоном. Это было не только оскорбительно лично для Джексона, но и разрушительно для дисциплины. Это «било в самое сердце военной эффективности», по выражению Гендерсона. Даже генерал Джонстон понимал это и написал военному секретарю, что «дисциплина в армии не может поддерживаться при таких обстоятельствах». Командир армии не может командовать войсками в ситуации, когда его приказ может быть отменён сверху в любой момент, писал он. 31 января Джексон написал военному секретарю письмо, где запросил перевода в Вирджинский военный институт или отставки. «Я не вижу от себя большой пользы на полевой службе, — писал он, — и прошу перевести меня в суперинтенданты Вирджинского военного института в Лексингтоне… Если же это невозможно, то я прошу президента принять мою отставку из рядов этой армии». Это письмо было доставлено Джонстону для переправки официальными каналами в Ричмонд.
Письмо Джексона поставило Джонстона в сложное положение. Ему некем было заменить Джексона: Борегар и Ван Дорн были переведены на Запад, был вероятен перевод Уайтинга, ещё два бригадных генерала ушли в конгресс, а один отсутствовал по болезни. Джонстону пришлось закрыть глаза на действия военного секретаря и написать Джексону письмо с предложением забрать запрос об отставке. Он писал, что при обычных обстоятельствах поступок Джексона был бы логичен, но характер данной войны таков, что требует жертвовать личными интересами. Через несколько дней Джонстон сам получил от Джуды Бенджамина письмо с изложением ситуации в Ромни и его соображениями стратегического характера. 5 февраля он отправил генералу Куперу письмо для передачи президенту, где попросил снять с него ответственность за ситуацию в долине, поскольку на этой почве возможен конфликт с военным секретарём, а это может иметь разрушительные последствия. Так как Джексон не ответил на письмо Джонстона, тот 7 февраля отправил его запрос об отставке в Ричмонд, приложив записку, где сообщал, что не знает, на кого можно заменить этого офицера.
Джексон также написал письмо губернатору Летчеру, где изложил причины своего увольнения. Он писал, что чувство долга привело его в армию, и теперь оно же требует от него вернуться в институт. Джексон писал, что военный секретарь поступил так, как считал нужным, но сам он считает такую политику разрушительной. Такое же письмо он написал Александру Ботлеру, конгрессмену от долины Шенандоа. Получив письмо, Ботлер сразу же бросился к военному секретарю, которому сообщил, что Джексон увольняется. Бенджамин побледнел, услышав это, и сказал, что письмо надо показать президенту. Президент Дэвис, увидев письмо, заявил, что не примет этого прошения об увольнении. «Очень рад это слышать, — сказал Ботлер, — так как уверен, что нам нельзя терять его. Но вы не знаете генерала Джексона. Если он занял позицию в соответствии о своими представлениями о чувстве долга, он будет упрям, как скала». Затем Ботлер отправился к губернатору Летчеру, который ещё не получил письма от Джексона. Летчер был потрясён известием и попросил военного секретаря ничего не предпринимать, пока не удастся переговорить с Джексоном.
Ботлер встретился с Джексоном в Уинчестере вечером 6 февраля. Прочитав письмо от Летчера, генерал ответил, что должен подать в отставку, потому что принципы не позволяют ему находиться на посту, где он бесполезен. Военный секретарь должен понять, что не может управлять кампанией из-за стола в своём кабинете. Эвакуация Ромни поставит армию в невыгодное положение, и когда начнётся весенняя кампания, она будет атакована с флангов и с фронта, а если будет потеряна долина, то будет потеряна вся Вирджиния. Ботлер ответил, что секретарь осознал свою ошибку и что именно ради спасения Вирджинии Джексон должен остаться в армии. Сама Вирджиния, через своего губернатора, просит его остаться, сказал он и спросил, что ему ответить губернатору. Джексон был глубоко тронут его словами и ответил медленно, с длинными паузами: «Передайте ему… что… он может действовать… как считает нужным… для штата». Джексон написал письмо губернатору, где согласился отозвать отставку и добавил, что его взгляды остались неизменными, «и если секретарь настаивает на своей гибельной политике, то любой офицер наилучшим образом послужит своей стране, если будет решительно протестовать против неё, и лучше пусть подаст в отставку, чем станет инструментом ведения войны по таким губительным принципам».
Офицер из штаба Джексон потом писал, что в этой истории генерал одержал для Конфедерации одну из самых важных побед. Если бы сложилась система поощрения нарушений субординации, то успехи в войне могли бы быть достигнуты лишь случайно. Однако упорством Джексона эта практика была пресечена, а правительство и общество получило наглядный урок.
Британский фельдмаршал Гарнет Вулзли во введении к книге Гендерсона о Джексоне пишет, что американская Гражданская война даёт нам несколько важных уроков, и один из них — опасность вмешательства гражданской администрации в управление войсками. В качестве первого примера он приводит вмешательство Линкольна в управление Потомакской армией в 1862 году, а в качестве второго — вмешательство военного секретаря в планы Джексона. Он цитирует слова Гендерсона о том, что армия есть инструмент политики, но вмешательство политиков в полевые операции чрезвычайно опасно. Абсолютная истинность этих слов доказана веками войн, пишет Вулзли, поэтому заявление Джексона об отставке имеет под собой несомненное основание.
9 февраля президент Дэвис присвоил Лорингу звание генерал-майора за заслуги во время кампании, но приказал перевести его на другой командный пост в Джорджию. Джексон полагал, что Лоринга надо отдать под трибунал, и выдвинул против него обвинения в пренебрежении обязанностями, но президент не мог отдать под трибунал человека, которого только что повысил в звании, поэтому дело было замято.

### Вывод дивизии Лоринга
Историк Гендерсон писал в 1898 году в своей биографии Джексона, что военный секретарь был неправ, полагая, что дивизия Лоринга может быть отрезана противником в Ромни. Генерал Лендер в Камберленде был готов к наступлению, но не мог предпринять его в тот момент: Потомак оставался серьёзным препятствием. Ему не хватало артиллерии и кавалерии, его части были разбросаны, а их дисциплина была плоха. Соответственно, Ромни был в безопасности. Для вывода дивизии Лоринга были и иные аргументы: если бы армия Макклеллана начала наступление на Сентервилл, то Джексона вызвали бы на усиление Джонстона, а присутствие дивизии Лоринга в Ромни задержало бы его минимум на два дня. Именно по этой причине Джонстон не одобрял похода на Ромни. Однако Джексон, по мнению Гендерсона, знал о непроходимости вирджинских дорог в это время — у Макклеллана не было возможности атаковать Сентервилл, и даже Бэнкс не мог атаковать Лисберг или Уинчестер.
Историк Питер Коззенс писал, что своевременный вывод дивизии Лоринга из Ромни спас её от уничтожения. Спас её также случай — внезапное ухудшение здоровья генерала Лендера. В распоряжении Лендера было 9330 человек. Командование не одобрило общее наступление Бэнкса и Лендера на Уинчестер, но разрешило атаковать Ромни. Подъём воды в реке Потомак задержал Лендера, но за это время он обнаружил дороги, по которым мог выйти в тыл Лорингу и атаковать его с востока: этой возможности боялся Лоринг, и о ней не подумал Джексон. Макклеллан одобрил этот план, и Лендер решил начать наступление 3 февраля; в этот же день первая бригада Лоринга стала покидать Ромни.
В полдень 3 февраля Лендер вывел свою дивизию из лагеря Кэмп-Келли, но успел пройти лишь четверть мили, как его здоровье было сломлено внезапным приступом боли. Наступление приостановили. Пока врачи ставили диагноз, Лоринг успел уйти из Ромни. В последующие дни Лендер уже знал, что умирает, и старался успеть сделать как можно больше. 6 февраля он отправил бригаду Кимбалла в Ромни, но узнал, что Лоринг скрылся, и отозвал её в Пау-Пау, где были лучше условия для лагеря. В середине февраля он организовал набег на вирджинский отряд у Блумери-Гэп, а в конце февраля должен был присоединиться к наступлению Бэнкса на Уинчестер, но 1 марта его здоровье снова ухудшилось, а 3 марта он умер.
Вернувшуюся в Уинчестер дивизию Лоринга встретили очень холодно. Офицеры и рядовые Бригады каменной стены хоть и были недовольны Джексоном, но считали, что только они имеют право его осуждать, и были возмущены тем, что Лоринг и его офицеры подавали жалобу на Джексона. «Это из-за жалоб людей Лоринга военный секретарь хотел уволить Джексона, и теперь все их ненавидят», — писал Джон Лиль, лейтенант 4-го Вирджинского полка.

### Оценки
Историк Гендерсон писал, что кампания Джексона была в целом успешной. Он отбросил противника за Потомак, временно разрушил важную линию снабжения, захватил несколько пленных и много складов. Его потери были ничтожны: всего 4 убитыми и 28 ранеными. Его противник располагал в это время гораздо более значительными силами: на момент выступления Джексона из Уинчестера ему угрожало 8000 человек во Фредерике, 2000 в Хагерстауне, 2000 в Уильямспорте, 2000 в Хэнкоке и 12 тысяч в Камберленде и Ромни. Реальное количество федеральных войск могло быть меньше официального, но Джексон должен был учитывать именно официальные цифры. Когда он уже пришёл в Ромни, северяне могли начать наступление силами 12 тысяч человек и отрезать его от Уинчестера. Он должен был иметь в виду эту опасность, хотя в реальности Бэнкс не готовился к такому наступлению.
Кроме того, продолжает Гендерсон, была занята территория, где теперь можно было рекрутировать войска. Присутствие армии Юга мешало лоялистским настроениям в регионе, которые уже начали распространяться за время присутствия федеральных войск. Юг получил новую базу для последующих операций и новый регион для фуражировки. Однако общественное мнение Вирджинии не знало об этих достижениях (в основном из-за секретности, которой окружил Джексон все свои операции), а делало выводы на основе рассказов офицеров, рядовых и дезертиров, которые увидели в этой кампании лишь бессмысленную трату сил и ресурсов.
Джексон считал экспедицию успешной, и полковник Аллен соглашался с ним, когда впоследствии писал: «За две недели, практически без потерь, он заставил противника, готового к решительному наступлению, перейти к обороне; он выбил их из всего департамента; он освободил от них три округа и использовал их припасы для снабжения своих войск». Однако Питер Коззенс пишет, что в реальности экспедиция Джексона не повлияла на планы федерального командования: Макклеллан принял решение перейти к обороне ещё за месяцы до ромнийской экспедиции. Морозы и лёд помешали северянам использовать канал Чесапик — Огайо в гораздо большей степени, чем диверсии Джексона. Захваченные им припасы были вполне уместны, но не критичны для снабжения его армии. Наконец, Джексон не выбил противника из Ромни, вывести войска за Потомак на зиму было решением Макклеллана. Сражение у Блу-Гэп показало полную бесполезность вирджинского ополчения, которое составляло треть сил Джексона. Коззенс писал, что если бы Макклеллан предоставил свободу действий Лендеру и Келли, то армия Джексона была бы уничтожена ещё по пути в Ромни.
Многие военнослужащие утратили веру в Джексона в ходе этой кампании. Уильям Тальяферро писал, что в то время Джексона недолюбливали солдаты и офицеры даже его собственной бригады. Секрет силы американского солдата в его индивидуальности, способности мыслить, писал Тальяферро, они размышляли и приходили к выводу, что результаты кампании не стоили затраченных усилий. Питер Коззенс по этому поводу писал, что если бы Джексон делился своими планами с подчинёнными, то, вероятно, смог бы завоевать доверие Лоринга и его офицеров, что в свою очередь пресекло бы ропот среди рядовых. Однако делиться планами было не в его характере.